# هانا آرنت
هانا آرِنْت (به آلمانی: Hannah Arendt) (۱۴ اکتبر ۱۹۰۶ در لیندن–لیمر، هانوفر –۴ دسامبر ۱۹۷۵ در نیویورک)، فیلسوف سیاسی و تاریخ‌نگار آلمانی-آمریکایی بود. او از متفکرانی بود که آرا و افکارش، تأثیری ژرف در سدهٔ بیستم میلادی بر جای گذاشت.
او از یهودیانی بود که از هولوکاست جان سالم به در برد و از آلمان به ایالات متحده مهاجرت کرد.
آرنت سال‌ها در دانشگاه‌های ایالات متحده آمریکا نظریه سیاسی تدریس کرد. زمینهٔ کاری و آثارش، موضوعاتی همچون دموکراسی مستقیم یا اقتدارگرایی و تمامیت‌خواهی حکومت‌های استبدادی است.
وی از چندین کشور، ده‌ها مدرک دکترای افتخاری گرفت و نیز برندهٔ جایزهٔ آلمانی‌زبان لِسینگ و فروید شد.

## زندگی شخصی

### کودکی و جوانی
هانا آرنت در ۱۴ اکتبر ۱۹۰۶ در لیندن-لیمر - که امروز بخشی از هانوفرِ آلمان به‌شمار می‌رود - در خانواده‌ای یهودی و سکولار به دنیا آمد. مدت کوتاهی پس از تولد هانا، پدر هانا، پل آرنت به سختی بیمار شد. او به همراه همسرش، مارتا، و هانای سه ساله به زادگاهشان، کونیگزبرگ، بازگشتند. تحصیلات ابتدایی و متوسطهٔ خود را در کونیگزبرگ (در پروس شرقی) به پایان رساند.

### تحصیلات دانشگاهی
تحصیلات عالی را نزد استادانی چون بولتمان و هایدگر در دانشگاه ماربورگ در رشته‌های فلسفه، تئولوژی و زبان یونانی دنبال کرد. در سال‌های ۱۹۲۵ تا ۱۹۳۰ پیوند عشقی و عاطفی با استاد خود مارتین هایدگر برقرار کرد؛ ولی متاهل‌بودن هایدگر، آیندهٔ چنین پیوندی را تیره می‌ساخت. این پیوند به‌رغم تضادها و اختلاف نظرهای بعدی، دست‌کم به گونهٔ رابطه‌ای فکری ده‌ها سال ادامه یافت.

آرنت بعدها خود را به دانشگاه فرایبورگ نزد استادانی چون هوسرل و یاسپرس منتقل کرد. پایان‌نامهٔ خود را در سال ۱۹۲۹ دربارهٔ «مفهوم عشق نزد آگوستین» نوشت. از سال ۱۹۳۰ تا ۱۹۳۳ به عنوان همکار علمی با دانشگاه همکاری داشت. رسالهٔ زندگی‌نامهٔ «راحل فارنهاگن» یهودی برلینی را در همین سال‌ها نوشت. با ظهور نازیسم و حاکم‌شدن سیاست یهودستیزی افراطی در آلمان، پی‌گرد و آوارگی هانا آرنت نیز آغاز شد. او یک بار در سال ۱۹۳۳ از سوی پلیس مخفی رژیم نازی (گشتاپو) برای مدت کوتاهی بازداشت و آزاد شد. آرنت از بیم بازداشت دوباره، آلمان را ترک کرد و هفت سال در پاریس اقامت گزید. در آن شهر برای سازمانی فعالیت می‌کرد که کودکان بی‌سرپرست یهودی را به اسراییل منتقل می‌کرد.

### مهاجرت به آمریکا
در سال ۱۹۴۰ با توجه به خطر اشغال فرانسه از سوی آلمان، با همسرش به آمریکا مهاجرت کرد. آرنت در آمریکا زندگی را به عنوان نویسندهٔ آزاد ادامه داد.
کتاب مشهور هانا آرنت با عنوان ریشه‌های توتالیتاریسم در سال ۱۹۵۱ به زبان انگلیسی منتشر شد. این کتاب، آرنت را به یکی از مشهورترین و با نفوذترین نظریه‌پردازان دوران خود بدل کرد و کتاب قدرت و قهر، از مهم‌ترین آثار هانا آرنت، جایگاه او را چون یکی از نظریه‌پردازان بزرگ قرن بیستم، تثبیت کرد. نسخهٔ آلمانی همین اثر در سال ۱۹۵۵ به چاپ رسید. آرنت در این اثر با رژیم‌های توتالیتر ناسیونالیستی فاشیستی و استالینیستی از نظر سیاسی تسویه‌حساب کرده است. این اثر بازتاب گسترده‌ای در میان متفکران و محافل سیاسی جهان داشت و آوازهٔ هانا آرنت را به عنوان اندیشمند سیاسی تثبیت کرد. هانا آرنت در این کتاب و در دیگر آثار خود نقدی عمیق، نو و ساختاری از مباحثی چون نسبت روان‌شناسی توده‌ها و حکومت‌های توتالیتر، نسبت عرصه عمومی و خصوصی و نسبت آزادی و فردیت با قدرت سیاسی به دست می‌دهد.
آرنت هم‌زمان در دانشگاه‌های شیکاگو و پرینستون در رشتهٔ علوم سیاسی تدریس می‌کرد. او به عنوان فیلسوف سیاسی مشهور شد، ولی ترجیح می‌داد که او را فیلسوف نخوانند. وی بارها انکار کرد که نقش او در مقام متفکری سیاسی این است که طرحی کلی برای آینده پیشنهاد کند یا به کسی بگوید که باید چه بکند. او با رد «فیلسوف سیاسی» بودن استدلال می‌کرد که خطای همهٔ فیلسوفان سیاسی از افلاطون به این سو، غافل‌شدن از حال و روز سیاست بوده است: اینکه سیاست در میان انسان‌های متکثر جریان دارد که کدام می‌توانند عمل کنند و جریان تازه‌ای به راه بیندازند. وی از مفهوم «فلسفهٔ سیاسی» هم فاصله می‌گرفت و «نظریهٔ سیاسی» را ترجیح می‌داد. آرنت در این باره گفته بود:
شغل من ـ اگر بتوان آن را چنین نامید ـ نظریه‌پردازی سیاسی است.
آرنت که تابعیت آمریکا را پذیرفته بود، در سال‌های پس از پایان جنگ بارها از آلمان دیدن کرد، ولی دیگر ساکن این کشور نشد.

### درگذشت
هانا آرنت در ۶۹ سالگی در ۴ دسامبر ۱۹۷۵ در نیویورک ایالات متحده آمریکا درگذشت.

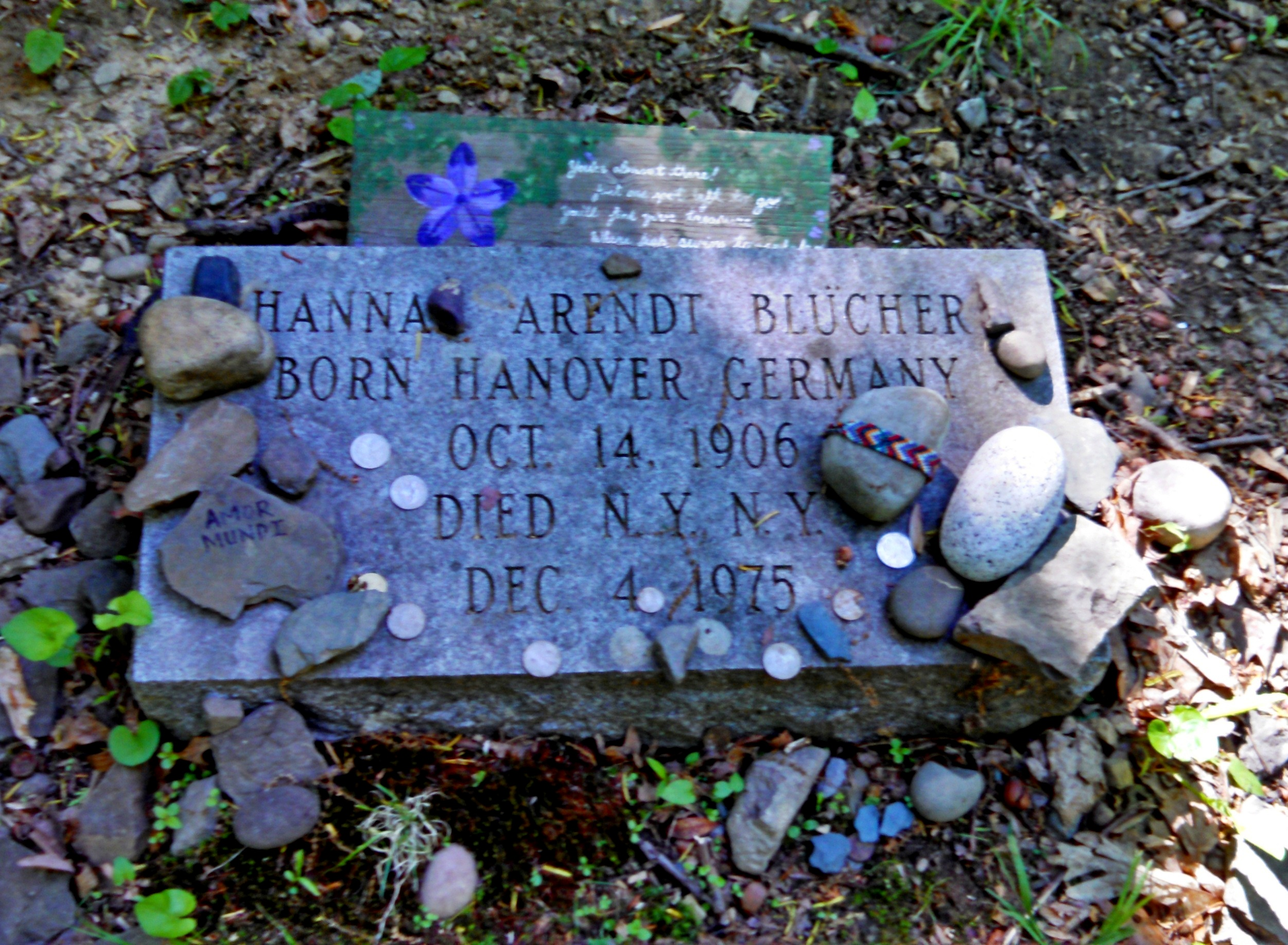
قبر هانا آرنت در گورستان کالج بارد، اناندیل-روی-هادسون، نیویورک

### رابطه او با هایدگر
در دوران دانشجویی هانا آرنت به مارتین هایدگر استاد فلسفهٔ خود دل بست. اما متأهل بودن هایدگر، چشم‌انداز رسیدن به او را برای هانا آرنت تیره می‌ساخت. او در کتاب «سایه‌ها» سعی می‌کند گذشته و سیمای روحی خود و احساسش را نسبت به هایدگر شرح دهد. هرچند که نامه‌های خصوصی این دو در اختیار محققان قرار نمی‌گیرد، اما این کتاب گویای ناگفته‌های بسیاری است. آرنت برای دوره کارشناسی ارشد و فرار از پیامدهای روحی و مادی این رابطه به «هایدلبرگ» مهاجرت کرد و زیر نظر کارل یاسپرس، در نقطه مقابل هایدگر به ادامه تحصیل پرداخت، و رساله دکتری‌اش را پیرامون «مفهوم عشق از نظر آگوستین قدیس» نوشت.

## جایگاه تاریخی آرنت
از دیگر آثار برجستهٔ هانا آرنت می‌توان به دربارهٔ انقلاب، پرسش‌هایی دربارهٔ اخلاق و حقیقت و دروغ در سیاست اشاره کرد. هانا آرنت نخستین نظریه‌پردازی است که توتالیتاریسم را به عنوان سنخ تازه‌ای از حکومت مطرح می‌سازد. او همچنین از پژوهشگران پیگیر مفهوم امپریالیسم است. آثار آرنت در دفاع از خرد و منزلت آدمی نوشته شده است. او همچنین به عنوان الگویی موفق از سوی جنبش زنان مورد ستایش قرار گرفته است. آرنت با یکسری از نامدارترین متفکران و روشنفکران هم‌عصر خود در ارتباط و تبادل فکری بود. آرنت با آنکه هیچ‌گاه تلاش نکرد شاگردان و مریدانی بیاید و مکتب فکری تأسیس کند، آموزگاری بزرگ بوده است که چشم خوانندگانش را به روی اشکال تازه‌ای از نگریستن به جهان و امور بشری باز می‌کند.
هانا آرنت، زندگی انسان را تحت تأثیر رویدادهای سیاسی می‌دانست که در کانون همهٔ آن‌ها قدرت سیاسی قرار دارد. از این رو، بررسی قدرت سیاسی، موضوع کانونی پژوهش او را تشکیل می‌دهد. او اندیشمندی مستقل و آزاداندیش و انسان‌گرایی پیگیر بود. مناسبات میان انسان‌ها، دل‌نگرانی همیشگی او بود. بیهوده نبود که می‌گفت:
جهان و انسان‌هایی که در آن زندگی می‌کنند یکی نیستند. جهان آن چیزی است که میان انسان‌ها وجود دارد؛ و این جهان است که به باور من، امروز موضوع بزرگ‌ترین نگرانی‌ها و آشکارترین تردیدهاست.

## زیست‌جهان هانا آرنت
برای آنکه بتوان دربارهٔ هر فردی به ویژه افراد و اشخاص اثرگذار تاریخ، و نیز نحوهٔ تفکر ایشان دست به قلم برد، بیش از پیش ضرورت این مهم احساس می‌شود که به درون زمانه و زمینه (زیست‌جهان) آن‌ها رفت تا بهتر و دقیق‌تر سیر فکری و نحوهٔ تفکرشان را درک کرد. از این روست که طی سطور آینده، کمی به دنیای هانا آرنت پرداخته می‌شود.
ورود به دنیای هانا آرنت به منزلهٔ برخورد با فاجعه‌های سیاسی و اخلاقی قرن بیستم است. زندگی او مصادف بود با تشنج‌های بین دو جنگ، انقلابات و جنگ‌های داخلی و رویدادهای بدتر از جنگ که به قلع و قمع و نابودی زندگی انسان‌ها در مقیاسی انجامید که پیش از آن هرگز دیده نشده بود. او چیزی را تجربه کرد که خودش «دوران ظلمت» می‌نامید؛ دورانی که تاریخش به مثابه داستانی از رخدادهایی هولناک است که در آن هر چیزی که مسلم فرض می‌کنیم و خیالمان از جانبش آسوده است، در آثار هانا آرنت برعکس می‌شود. آرنت نخست در شرایطی اندیشهٔ سیاسی را شروع کرد که با ناامنی سرزمین مادری‌اش و خطر پیش‌بینی‌نشدهٔ یهودی‌تباری روبه‌رو شد؛ در حالی که وی نه بنا به سرشتش و نه از نظر تعالیمی که دیده بود برای این وضع آمادگی نداشت.
احساس ناامنی و آسیب‌پذیری از جمله شرایط عمومی هستند که همان‌گونه که آرنت به درستی تشخصی داده بود در آن شرایط نیاز فوری به اندیشیدن، نیازی سیاسی است. عزم استوار آرنت برای اندیشیدن در دوران ظلمانی قرن بیستم باعث شد که وی معنایی به کلی متفاوت از علم سیاست را آشکار سازد؛ که سرچشمهٔ آن این بود که در میان چندگانگی افراد بشری که در حال زندگی، سخن‌گفتن و کنش متقابل با یکدیگر بودند، فضایی عمومی را آماده کند که به خاطر سودمند بودن، موجودیت پیدا نکرده، بلکه به خاطر آزادی بشر به وجود آمده است.

## مبانی اندیشه سیاسی آرنت
آرنت به سیاق فلاسفهٔ سیاسی قدیم در پی فهم تجربهٔ سیاسی انسان و جایگاه سیاست در زندگی انسان است، از نظر آرنت تجربهٔ سیاسی تجربه‌ای است مستقل که باید در خودش شناخته شود، اما در این عصر در علوم اجتماعی رایج مسخ شده است. سیاست به معنای مورد نظر آرنت کنش‌ها و کردارهای عمومی انسان‌هاست که آزادی و اختیار و فاعلیت انسان را در خود نهفته دارند؛ به عبارت دیگر گرایش اصلی اندیشهٔ سیاسی آرنت ضد ساختارگرایی رایجی است که انسان را موضوع قوانین کلی ساختاری و تاریخی تلقی می‌کند. ازنظر آرنت سیاست همان آزادی و عرصهٔ آزادی انسان است: «آزادی علت هم‌زیستی مردم در سازمان سیاسی است؛ بدون آن زندگی سیاسی بی‌معنی خواهد بود، علت وجود سیاست آزادی است.» سیاست مهم‌ترین مظهر و جایگاه ظهور آزادی است؛ از این رو آرنت از سیاست در برابر ساخت‌گرایی و جبرگرایی و عمل‌گرایی دفاع کرده است؛ بنابراین در اندیشهٔ او گرایشی مخالف علوم اجتماعی رایج در قرن بیستم مشاهده می‌شود. موضوع اندیشهٔ سیاسی نیز همین هستی سیاسی و تجربه و فعالیت حیاتی و جاری ماست؛ یعنی فعالیت آزاد و سیاسی ذهن آدمی که حیات سیاسی را درمی‌یابد.
به هر حال تفکر فردی است، هرچند ممکن است برای دیگران هم روشنگر باشد. بنا بر دیدگاه آرنت، توانایی اصیل و بی‌نظیر و پیش‌بینی‌ناپذیر انسان در تفکر از حیث شرایط پیدایش، کاملاً واضح نیست و همواره رمزآمیز خواهند ماند، بنابراین هرگونه توضیح جامعه‌شناختی دربارهٔ اندیشه آدمی بر حسب اوضاع تاریخی و اجتماعی به هویت مستقل و آزاد آن اندیشه آسیب می‌رساند.

## هانا آرنت و تاریخ سیاسی مدرن
به دنبال مطالبی که در پی خواهد آمد به بررسی ــ البته اجمالی ــ دیدگاه و نظریات آرنت دربارهٔ برخی از مهم‌ترین مسائل و مقولات سیاسی عصر مدرن می‌پردازیم، از این مقولات هستند: انقلاب، جامعهٔ مدرن و توتالیتاریسم.
به گفته آرنت، انقلاب‌ها تنها رویدادهای سیاسی‌ای هستند که مارا به‌طور مستقیم با مفهوم «شروع و آغاز»[یا همان تأسیس،] درگیر می‌کنند، زیرا هر انقلاب، کوششی است برای ایجاد یک فضای سیاسی جدید. آرنت، ویژگی انقلاب‌های مدرن، چون انقلاب فرانسه و آمریکا، را در تجربهٔ قابلیت‌های سیاسی می‌بیند که در جهت ایجاد فضای آزاد شکل می‌گیرد. با وجود این، آرنت معتقد است که انقلاب فرانسه و انقلاب آمریکا هیچ‌یک قادر به ایجاد یک فضای آزاد مستمر و مداوم نبودند، که در آن تصمیمات به صورت جمعی گرفته شود. آرنت، دلیل شکست انقلاب فرانسه را در طرح مسئلهٔ رفاه اجتماعی از طریق نهادهای سیاسی می‌بیند. به عقیدهٔ او، کوشش انقلابیون فرانسه برای حل مسئلهٔ اجتماعی موجب تضعیف و شکست نهادهای سیاسی می‌شود. تجلی این شکست را می‌توان در این جمله معروف سنژوست، انقلابی معروف آن دوره، دید که می‌گوید: «تنگ‌دستان نیروی زمین هستند»، به عبارت دیگر، از دیدگاه آرنت موضوع اصلی انقلاب فرانسه مسئله خوشبختی است و نه مفهوم آزادی به گفته او انقلابیون آمریکایی از چنین مسئله‌ای در امان بودند، زیرا انقلاب آمریکا با شورشی برای نان شروع نشد؛ بلکه کوششی بود برای به‌دست‌آوردن استقلال سیاسی. از نظر آرنت مدل آزادی سیاسی را که پدران انقلاب آمریکا در جستجوی آن بودند، می‌توان در مفهوم isonomia یا برابری در برابر قانون دوران آتن باستان یافت، به همین دلیل آرنت انقلاب آمریکا را به عنوان تجربه‌ای نو بررسی می‌کند، زیرا به قول او این انقلاب پایه‌های دموکراسی مدرن را پایه‌گذاری می‌کند؛ ولی او انتقادهایی نیز به نحوهٔ عمل دموکراسی‌آمریکایی دارد. از نظر آرنت شهروند آمریکایی با وجود بهره‌بردن از حقوق فردی و داشتن امنیت لازم در مقابل تهدید هرگونه اتوریته خودسرانه، امکان تمرین کامل قابلیت‌های سیاسی خود را نمی‌یابد. آرنت بهترین مثال چنین وضعیتی را در مسئلهٔ واترگیت می‌بیند که از نظر او شکلی از تبهکاری سیاسی است که دموکراسی را به خطر می‌اندازد.
همان‌طور که می‌بینیم آرنت در گسست کامل با سنت دموکراسی با میانجی است. نقد او از لیبرالیسم سیاسی را می‌توان در ارتباط مستقیم با نقد او از مدرنیته دید. از نظر آرنت یکی از ویژگی‌های مهم جهان مدرن، سلطهٔ امور خصوصی بر امور عمومی است. به قول او در مدرنیته توجه انسان‌ها بیشتر به سوی مفهوم «زندگی» سوق می‌یابد و مفهوم جهان سیاسی معنای خود را از دست می‌دهد. این افول گستردهٔ همگانی در دوره مدرن، یعنی انحطاط فضایی که در دورهٔ باستان، انسان‌ها در آن هویتِ خود را بازمی‌یافتند وسنت‌ها در آن بازتولید می‌شدند. به عکس دورهٔ باستان در دوره مدرن این ارزش‌های انسان کارگر یا animal laborans است که در تقابل اندیشه‌های چون آزادی و کثرت‌گرایی برای کل جامعه مطرح می‌شوند؛ بدین گونه هدف دیگر فعالیت برای دست‌یافتن به آزادی در فضای عمومی نیست، بلکه تأمین و تضمین ضرورت‌های اولیه زندگی است. از این رو آرنت معتقد است که جامعهٔ مدرن جامعه توده‌ای است؛ یعنی جامعه‌ای متشکل از انسان‌های شکل یافته که در جستجوی جهان مشترک نیستند. پس، از دیدگاه او جامعهٔ مدرن متشکل از افراد بی‌ریشه و سطحی‌نگری است که فقط به دنبال رفع احتیاجات حیوانی خود هستند این افراد با بیگانه‌شدن نسبت به جهان، قوه داوری و حس عمومی و بیطرفی خود را از دست می‌دهند؛ نتیجه اینکه این عده در برابر دو پدیده قرار می‌گیرند: نخست حس آزادی خود را ازدست می‌دهند و سپس به طرف بی‌معنایی می‌روند. در اینجا آرنت مقایسه‌ای میان شهروندان جوامع مدرن و جوامع قدیم می‌کند و به این نتیجه می‌رسد که آنچه به شهروندان و جوامع قدیم معنا می‌داد حس واقعیتی بود که از آن برخوردار بودند، این حس واقعیت موجب می‌شد که شهروندانِ دولت‌شهرهای آتن و روم باستان، جهان مشترک خود را همچون خانه خود حس کنند؛ زیرا این جهان مشترک فضای عمومی بود که این افراد در آن می‌توانستند از سوی دیگران دیده و شنیده بشوند، لذا برای آرنت دیده‌شدن و شنیده‌شدن فقط درچارچوب کثرت بشری امکان‌پذیر است؛ آنجا که این چارچوب نابود شود انسان‌ها به موجودات بی‌معنایی تبدیل می‌شوند که به صورت بهترین عناصر برای نظام‌های توتالیتر درمی‌آیند. از نظر آرنت دلیل وجود اردوگاه‌های مرگ نازی و کولاک‌های استالینی، انهدام کثرت بشری و تقلیل انسان‌ها به یک نوع انسان است. به عبارت دیگر توتالیتاریسم، فردیت انسان‌ها را خرد می‌کند و آنها را، «به هیچ» تقلیل می‌دهد، تا حدی که دیگر هیچ‌کس دیده و شنیده نشود؛ بنابراین با وجود اینکه به نظر می‌رسد که همه در همه جا به صورت توده میلیونی حضور دارند ولی در واقع هیچ‌کس در هیچ جا حضور واقعی ندارد، بدین گونه همه در بدبختی و فلاکت با هم دیگر شریک و برابرند ولی هیچ جهان مشترکی وجود ندارد که در آن، انسان‌ها فردیت خود را در کثرت عقیده‌ها به دست آورند بهترین بیان چنین وضعی را می‌توان در جمله معروف مارچلو ماسترویانی در فیلم «یک روز خاص اتوره اسکولا دید» که می‌گوید:
این مستأجر طبقه شیشم نیست که با فاشیسم مخالف است بلکه فاشیسم است که با مستأجر طبقه شیش مخالف است.
با مداقهٔ روش‌شناختی در آثار آرنت، می‌توان نتیجه‌گرفت که توجه او به ایدئولوژی‌های توتالیتر، در واقع، در همان راستای تحقیق او دربارهٔ سیاست مدرن است؛ از نگاه آرنت، نازیسم و استالینیسم اَشکال جدید و ترسناکی از زندگی سیاسی مدرن اند که برای نخستین بار در تاریخ بشر ظهور کرده‌اند؛ بنابراین، متفکران سیاسی چون ارسطو و منتسکیو قابلیت پیش‌بینی آن‌ها را نداشتند، آنچه به عنوان پدیدهٔ جدید در نظام توتالیتر جلوه می‌کند، استفاده سیستماتیک این رژیم‌ها از «وحشت‌افکنی» است. به گفته آرنت، مسئله اینجاست که در این شکل از رژیم‌های سیاسی، وحشت‌افکنی، دیگر یک وسیله برای پیشبرد اهداف دیکتاتوری نیست بلکه «ترور»، به‌خودی‌خود، بخشی از ساختهٔ سیاسی جامعه است. به همین دلیل، در چنین ساختارهایی، شهروندان از یکدیگر می‌هراسند و ما با بحران شهروندی روبه‌رو هستیم. از نظر آرنت، این بحران شهروندی با بحران اندیشه همراه است؛ زیرا در چنین فضایی، جایی برای بحث و گفت‌گو باقی نمی‌ماند. به گفته آرنت، از آنجا که فکر، پدیده ای گفتگویی/دیالکتیکی است (زیرا در جهان مشترک انسان‌ها معنا می‌یابد)، پایان گفتگو به منزله پایان تفکر خواهد بود. از آنجا که فکر کردن، به انسان‌ها قدرت داوری در مورد «شر» را می‌دهد، بنابراین نقص یا فقدان تفکر، قدرت مبارزه با شر را از آنان می‌گیرد. به عبارت دیگر، اگر اندیشیدن در جستجوی معنا بودن و پرسشگری در مورد جهان و مسئولیت انسانی در جهان است، پس عدم طرح پرسش عدم مسئولیت فردی را به همراه دارد.

## آثار

### عشق و سنت آگوستین (۱۹۲۹)
آرنت پایان‌نامهٔ خود را در سال ۱۹۲۹ دربارهٔ «مفهوم عشق نزد آگوستین» در دانشگاه فرایبورگ نوشت.
دو ترجمه از این اثر در ایران منتشر شده است:
- عشق و آگوستین قدیس، ترجمهٔ مریم خدادادی، نشر بیدگل، ۱۴۰۰
- محبت و آگوستین قدیس، ترجمهٔ فرهنگ رجایی، نشر پارسه، ۱۴۰۰

### عناصر و خاستگاه‌های حاکمیت توتالیتر (۱۹۵۱)
آرنت در این کتاب به بررسی و آنالیز نازیسم و استالینیسم، دو سیستم تمامیت‌خواه قرن بیستم، می‌پردازد. این کتاب به عنوان یکی از بهترین کتاب‌های غیرداستانی قرن بیستم قلمداد شده است.
این کتاب با عنوان توتالیتاریسم ترجمهٔ محسن ثلاثی. تهران: جاویدان، ۱۳۶۶ به فارسی ترجمه شده است.

### راحل فارنهاگن: زندگی یک زن یهودی (۱۹۵۷)
آرنت زندگینامه راحل فارن‌هاگن ((به آلمانی: Rahel Varnhagen)) را در ۱۹۳۸ هنگامی که در پاریس زندگی می‌کرد کامل کرد.

### وضع بشر (۱۹۵۸)
هانا آرنت در این کتاب روایتی متفکرانه و تفکربرانگیز دربارهٔ وضع بشر ارائه می‌دهد که نسبت نظر و عمل دغدغه دیرینه‌اش بوده است. وی ضمن شرح مفاهیم زحمت، کار و عمل و جایگاه آن‌ها در وضع بشر، با نگاهی تاریخی سیر آن‌ها را تا روزگار ما پی می‌گیرد و نشان می‌دهد که از دوران یونان باستان تا امروز رویکرد ما به زندگیِ وقف عمل چه فراز و فرودها و تغییراتی به خود دیده است.
آرنت با آگاهی عمیق از فلسفهٔ یونان و پاداشتن در فلسفهٔ اگزیستانسیالیستی آلمانی اثری را خلق کرده است و در آن به یکی از جدی‌ترین و چالش‌برانگیزترین تناقضات تجدد، وضع بشر، پرداخته است. آرنت در این کتاب به تفکیک سه فعالیت انسانی، یعنی زحمت (Labor)، کار (Work) و عمل/کنش (Action) می‌پردازد و حدود دو سوم از کتاب را به شرح هر یک اختصاص می‌دهد. اولین فعالیت متناظر با حیات زیستی و بیولوژیکی او (انسان) است، دومی متناظر با سازنده‌بودن انسان و ساختن جهان مصنوع و از سوی اوست، و نهایتاً سومی نیز متناظر به انسان متناسب با بما هو انسان بودن ماست. آرنت در وضع بشر بیان می‌دارد که مهم‌ترین خصیصهٔ انسان عمل اوست و هر دوی فعالیت‌های دیگر، پیش‌نیاز این فعالیت است: «عمل آن یگانه فعالیتی که بدون فعالیت که بدون واسطهٔ اشیا یا مواد میان انسان جریان دارد، متناظر است با وضعِ بشریِ تکثر، متناظر با این امر واقع که انسان‌ها و نه انسان بر کرهٔ زمین به سر می‌برند و ساکن جهان‌اند.» آرنت توضیح می‌دهد که چگونه مفهوم سیاسی ارسطو، در آکویناس به حیوان اجتماعی تغییر یافت و چگونه والاترین ساحت فعالیت انسانی، یعنی انسان کنشگر، ابتدا و با افلاطون در روم به انسان سازنده و سپس در دو سدهٔ اخیر به انسان به انسان زحمتکش بدل شده است؛ یعنی به جای آنکه فعالیت زیستی پیش‌نیاز رسیدن به انسان متکثر و عمل‌کننده در ساحت سیاسی تبدیل شود، با امتداد حوزهٔ خصوصی به حوزهٔ عمومی، حوزهٔ عمل سیاسی انسان‌ها تبدیل به ادامهٔ تدبیر منزل و در واقع زحمت زیستی می‌شود.
این کتاب با عنوان وضع بشر ترجمهٔ مسعود علیا. تهران: ققنوس، ۱۳۹۵ به فارسی ترجمه شده است.

### دربارهٔ انقلاب (۱۹۶۳)
در این کتاب، آرنت مقایسه‌ای از دو انقلاب اصلی قرن هجدهم، یعنی انقلاب آمریکا و انقلاب فرانسه ارائه می‌دهد. دوازده سال پس از انتشار کتاب ریشه‌های توتالیتاریسم (۱۹۵۱)، با نگاهی به آنچه که آرنت انقلاب‌های شکست خورده می‌نامد، وی با نگرشی مثبت، توجه خود را به پیش‌بینی جنبش‌های بی خشونت که دولت‌های دموکراتیک در سراسر جهان را به قدرت بازگرداند، تبدیل کرد. پیش‌بینی‌های وی کاملاً درست بود، این انقلابها عمدتاً اما ناخودآگاه بر اساس اصولی که وی ارائه کرده بود، رخ دادند.

### زندگی ذهن (۱۹۷۸)
هانا آرنت پیش از مرگ دو بخش از سه بخش کتاب The Life of the Mind را نوشت. نخستین صفحه بخش سوم در ماشین تایپش پیدا شد.

## سینما
مارگارته فون تروتا در سال ۲۰۱۲ بر اساس زندگی آرنت فیلمی ساخته است. باربارا سوکووا هنرپیشهٔ آلمانی در این فیلم نقش هانا آرنت را بازی می‌کند. موضوع محوری فیلم گزارشی است که آرنت دربارهٔ محاکمهٔ آدلف آیشمن در مجلهٔ نیویورکر نوشته است. این گزارش بعداً بدل به کتابی شد به نام آیشمن در اورشلیم. ایدهٔ ابتذال شر آرنت در این کتاب معرفی شده است.